# Nele Bayn
Nele Bayn (Radebeul, 6 de enero de 2000) es una deportista alemana que compite en piragüismo en la modalidad de eslalon.
Ganó una medalla de plata en el Campeonato Mundial de Piragüismo en Eslalon de 2022, en la prueba de C1 por equipos. En los Juegos Europeos de Cracovia 2023 consiguió una medalla de bronce en la misma prueba.

## Palmarés internacional
| Campeonato Mundial | Campeonato Mundial   | Campeonato Mundial | Campeonato Mundial |
| Año                | Lugar                | Medalla            | Competición        |
| ------------------ | -------------------- | ------------------ | ------------------ |
| 2022               | Augsburgo (Alemania) | Medalla de plata   | C1 por equipos     |
| Juegos Europeos    |                      |                    |                    |
| Año                | Lugar                | Medalla            | Competición        |
| 2023               | Cracovia (Polonia)   | Medalla de bronce  | C1 por equipos     |